# Корона (3-й сезон)

Афіша 3-го сезону телесеріалу «Корона»

Третій сезон серіалу «Корона» розповідає про життя та правління королеви Єлизавети II. Він складається з десяти епізодів і вийшов на Netflix 17 листопада 2019 року.
Роль Єлизваети виконує Олівія Колман. У серіалі також знімалися Тобайас Мензіс, Хелена Бонем Картер, Бен Деніелс, Джейсон Уоткінс, Меріон Бейлі, Ерін Доерті, Джейн Лапотейр, Чарльз Денс, Джош О'Коннор, Джеральдіна Чаплін, Майкл Малоні, Емеральд Феннелл і Ендрю Бакан. Джон Літгоу і Піп Торренс повертаються до своїх ролей .

## Сюжет
«Корона» розповідає про життя королеви Єлизавети II з 1947 року до наших днів.
Третій сезон охоплює проміжок часу між 1964 і 1977 роками, починаючи з обрання Гарольда Вільсона прем'єр-міністром і закінчуючи срібним ювілеєм правління Єлизавети II. Зображені події включають в себе викриття радянського шпигуна сера Ентоні Бланта, уряд Гарольда Вільсона і Едварда Хіта на посаді прем'єр-міністра, трагедію в Аберфане, висадку на Місяці місії «Аполлон-11», інвеституру принца Чарльза в 1969 році, смерть герцога Віндзорського, смерть і державні похорони Вінстона Черчілля, і восьмирічний роман принцеси Маргарет з баронетом і експертом по садівництву Родді Ллевелліном і спробу самогубства, яка привела до розлучення принцеси з Ентоні Армстронг-Джонсом в 1978 році. Також представлені президент США Ліндон Б. Джонсон і Каміллою Шанд.

## В ролях

### Основний склад
- Олівія Колман — королева Єлизавета II[17]
- Тобайас Мензіс — принц Філіп, герцог Единбурзький, чоловік Єлизавети[18]
- Хелена Бонем Картер — принцеса Маргарет, графиня Сноудон, молодша сестра Єлизавети[19]
- Бен Деніелс — Ентоні Армстронг-Джонс, граф Сноудон, знаний як лорд Сноудон і неофіційно як Тоні; чоловік принцеси Маргарет[20]
- Джейсон Уоткінс — прем'єр-міністр Гарольд Вільсон
- Меріон Бейлі — королева Єлизавета, королева-мати, дружина Георга VI і мати Єлизавети II
- Ерін Доерті — принцеса Анна, друга дитина Філіпа і Єлизавети і їх єдина дочка[21]
- Джейн Лапотейр — принцеса Аліса Баттенберг[22]
- Чарльз Денс — Луїс Маунтбеттен, 1-й граф Маунтбеттен Бірманський, амбітний дядько Філіпа[23]
- Джош О'Коннор — принц Чарльз, старший син Філіпа і Єлизавети і їх спадкоємець[24]
- Джеральдіна Чаплін — Уолліс, герцогиня Віндзорська, американська дружина герцога Віндзорського[25]
- Майкл Малоні — прем'єр-міністр Едвард Хіт
- Емеральд Феннелл — Камілла Шанд[26]
- Ендрю Бакан — Ендрю Паркер-Боулз

- Джон Літгоу — Уїнстон Черчилль[22]
- Кленсі Браун — Ліндон Б. Джонсон, 36-й президент США[27]
- Марк Льюїс Джонс — Едвард Міллуорд
- Тім Макмаллен — Робін Вудс
- Дерек Джекобі — герцог Віндзорський, раніше король Едуард VIII, який зрікся престолу
- Гаррі Тредевей — Родді Ллевеллін[28]

## Епізоди
| №  | № (в сезоні) | Назва                              | Режисер         | Сценарій                     | Дата прем'єри     |
| -- | ------------ | ---------------------------------- | --------------- | ---------------------------- | ----------------- |
| 21 | 1            | «Olding» «Олдінг»                  | Бенджамін Карон | Пітер Морган                 | 17 листопада 2019 |
| 22 | 2            | «Margaretology» «Маргаретологія»   | Бенджамін Карон | Пітер Морган                 | 17 листопада 2019 |
| 23 | 3            | «Aberfan» «Аберфан»                | Бенджамін Карон | Пітер Морган                 | 17 листопада 2019 |
| 24 | 4            | «Bubbikins» «Баббікінс»            | Бенджамін Карон | Пітер Морган                 | 17 листопада 2019 |
| 25 | 5            | «Coup» «Змова»                     | Крістіан Швохов | Пітер Морган                 | 17 листопада 2019 |
| 26 | 6            | «Tywysog Cymru» «Принц Уельський»  | Крістіан Швохов | Пітер Морган та Джеймс Грем  | 17 листопада 2019 |
| 27 | 7            | «Moondust» «Місячний пил»          | Джессіка Гоббс  | Пітер Морган                 | 17 листопада 2019 |
| 28 | 8            | «Dangling Man» «Між двома світами» | Сем Донован     | Пітер Морган та Девід Хенкок | 17 листопада 2019 |
| 29 | 9            | «Imbroglio» «Непорозуміння»        | Сем Донован     | Пітер Морган                 | 17 листопада 2019 |
| 30 | 10           | «Cri de Coeur» «Крик душі»         | Джессіка Гоббс  | Пітер Морган                 | 17 листопада 2019 |

## Виробництво

### Розробка
На початку жовтня 2017 року було розпочато «раннє виробництво» очікуваного третього і четвертого сезонів, а до наступного січня Netflix підтвердив, що серіал буде продовжений на третій і четвертий сезони. Знімання продовжили.

### Кастинг
Протягом фільму герої старіють і режисери зуміли підібрати схожих акторів, котрі відмінно виконали свої ролі. У жовтні 2017 року Олівія Колман отримала роль Єлизавети II у третьому і четвертому сезонах. У січні 2018 року Хелена Бонем Картер отримала роль принцеси Маргарет. До кінця березня 2018 року Тобайас Мензіс отримав роль принца Філіпа в третьому і четвертому сезонах . На початку травня 2018 року був підтверджено, що Бонем Картер отримала роль, також як і Джеймс Уоткінс отримав роль прем'єр-міністра Гарольда Вільсона . В наступному місяці Бена Деніелса взяли на роль Ентоні Армстронг-Джонса в третьому сезоні, а Ерін Доерті приєдналася до серіалу в ролі принцеси Анни . Через місяць Джош О'Коннор і Меріон Бейлі отримали ролі принца Чарльза і королеви-матері, відповідно, в третьому і четвертому сезонах . У жовтні 2018 року Емеральд Феннелл отримала роль Камілли Шанд . У грудні 2018 року Чарльза Денс взяли на роль Луїса Маунтбеттена . У квітні 2019 року Емма Коррін отримала роль леді Діани Спенсер для четвертого сезону.

### Знімання
Знімання третього сезону почали в липні 2018 року.

## Реліз
Третій сезон повністю вийшов на Netflix в усьому світі 17 листопада 2019 року, і складається він з десяти епізодів .

## Реакція
На сайті Rotten Tomatoes у третього сезону рейтинг 91 % на основі 96 відгуків, із середнім рейтингом 8,54 / 10. Консенсус сайту говорить: «Олівія Колман сяє, але в міру того, як» Корона «марширує в надійно розкішної манері крізь час, вона знаходить час для персонажів навколо неї, надаючи широкі можливості для акторського складу сяяти теж» . На сайті Metacritic третій сезон має рейтинг 85 з 100, на основі 28 відгуків, що вказує на «загальне визнання».
Аніта Сингх з «The Daily Telegraph» назвала серіал «безумовно, найкращою мильною оперою на телебаченні» . Лоррейн Алі з " Los Angeles Times " високо оцінила увагу до історичних деталей і акторській грі, особливо Колман і Бонем Картер . Люсі Манган з " The Guardian " похвалила «першокласні виступи» акторського складу, додавши, що сезон «настільки впевнений і настільки точно спроєктований, що ви не помічаєте дефектів». Деніел Фінберг з "The Hollywood Reporter " оцінив перехід акторів як успішний, додавши, що серіал «залишається моделлю для ретельно продуманого епізодичного оповідання» .
Х'ю Монтгомері з BBC порахував, що сценарій був «все частіше точними», хоча сезон був «поки що кращим» . Елісон Роуат з «The Herald» висловила думку, що деякі сцени були «перебудовані» і діалоги були «занадто точними», але тим не менше серіал виділяється як політична драма.